# 阿賈拉爾
阿賈拉爾是土耳其的城鎮，由艾登省負責管轄，位於該國西南部，距離首府艾登12公里，海拔高度30米，該鎮居民來自阿達納，2011年人口为10595人。